# Melrose (Wisconsin)
Melrose és una població dels Estats Units a l'estat de Wisconsin. Segons el cens del 2000 tenia 529 habitants.

## Demografia
Segons el cens del 2000, Melrose tenia 529 habitants, 218 habitatges, i 139 famílies. La densitat de població era de 258,5 habitants per km².
Dels 218 habitatges en un 28,9% hi vivien nens de menys de 18 anys, en un 53,2% hi vivien parelles casades, en un 8,7% dones solteres, i en un 35,8% no eren unitats familiars. En el 30,7% dels habitatges hi vivien persones soles el 19,7% de les quals corresponia a persones de 65 anys o més que vivien soles. El nombre mitjà de persones vivint en cada habitatge era de 2,43 i el nombre mitjà de persones que vivien en cada família era de 3,06.
Per edats la població es repartia de la següent manera: un 25,9% tenia menys de 18 anys, un 5,7% entre 18 i 24, un 26,7% entre 25 i 44, un 18,5% de 45 a 60 i un 23,3% 65 anys o més.
L'edat mediana era de 40 anys. Per cada 100 dones de 18 o més anys hi havia 81,5 homes.
La renda mediana per habitatge era de 37.955 $ i la renda mediana per família de 45.938 $. Els homes tenien una renda mediana de 28.333 $ mentre que les dones 21.667 $. La renda per capita de la població era de 18.765 $. Cap de les famílies i el 3,4% de la població estaven per davall del llindar de pobresa.

## Poblacions més properes
El següent diagrama mostra les poblacions més properes.